# Cải cách thể chế Việt Nam 2024–2025
Cải cách thể chế Việt Nam 2024–2025 hay cuộc Cách mạng tinh gọn bộ máy Việt Nam là một cuộc cải cách trên quy mô lớn từ trung ương đến địa phương ở Việt Nam, phạm vi trải rộng từ khu vực Đảng, các đoàn thể đến các cơ quan, đơn vị hành chính như các Bộ, ngành, các địa phương trong cả nước. Phạm vi của cuộc cải cách vô cùng sâu rộng và làm thay đổi căn bản bộ máy của cả Đảng, các cơ quan đoàn thể, Chính phủ, các Bộ, ngành và các địa phương ở Việt Nam.
Cuộc cải cách được chính thức khởi động sau bài viết "Tinh – Gọn – Mạnh – Hiệu năng – Hiệu lực – Hiệu quả" và thực thi chiến dịch đưa Việt Nam vào kỷ nguyên vươn mình của Tổng Bí thư Đảng Cộng sản Việt Nam Tô Lâm. Cuộc cải cách được thực hiện dựa trên Nghị quyết số 18–NQ/TW về việc "tiếp tục đổi mới, sắp xếp tổ chức bộ máy của hệ thống chính trị tinh gọn, hoạt động hiệu lực, hiệu quả" được ban hành và chính thức có hiệu lực từ ngày 25 tháng 10 năm 2017 của Tổng Bí thư tiền nhiệm, Nguyễn Phú Trọng. Đồng thời, chuẩn bị cho các sự kiện lịch sử quan trọng như 50 năm thống nhất đất nước vào năm 2025 và mục tiêu trở thành nước phát triển vào năm 2045.
Mặc dù trước đó, Việt Nam đã có cải cách từ năm 2017 nhưng nhận thức về vấn đề này được cho là vẫn chưa đầy đủ. Trong Kỳ họp thứ 8 của Quốc hội khóa XV, ông Lâm cũng phát biểu chỉ rõ "thể chế là điểm nghẽn của điểm nghẽn" trong kỳ họp. Đến ngày 16 tháng 11 năm 2024, Ban Chỉ đạo về tổng kết việc thực hiện Nghị quyết số 18–NQ/TW cũng được thành lập chính thức ban đầu do Phạm Minh Chính làm Trưởng Ban, nhưng sau đó là Tô Lâm.

## Bối cảnh cải cách thể chế

### Các thời kỳ trước thời điểm 2024
Vấn đề cải cách từng lĩnh vực của thể chế đã được đặt ra ngay sau khi khởi động công cuộc Đổi mới năm 1986. Ban đầu nhìn nhận và mong muốn cải cách là trong từng công việc, từng lĩnh vực cụ thể, khá tách rời nhau. Thời Thủ tướng Võ Văn Kiệt (08/08/1991 - 25/09/1997) đã bắt đầu việc cải cách hành chính và đạt được những thành tựu đáng ghi nhận.
Sang thời Thủ tướng Phan Văn Khải (25/09/1997 - 27/06/2006) ông tiếp tục đẩy mạnh cải cách hành chính trên nhiều lĩnh vực. Tháng 6/2006, Thủ tướng Phan Văn Khải chính thức xin từ nhiệm sớm một năm trước khi kết thúc nhiệm kỳ, chuyển giao chức vụ cho người kế nhiệm là Thủ tướng Nguyễn Tấn Dũng. Trong lần trả lời chất vấn cuối cùng trước Quốc hội, ông bày tỏ nhiều trăn trở và day dứt về những hạn chế trong điều hành, đặc biệt là cải cách hành chính và bộ máy chính quyền. Ông nhận lỗi trước nhân dân, thừa nhận sau hơn 10 năm thực hiện cải cách hành chính, hiệu quả vẫn chưa thực chất, nhiều công chức chưa xem mình là "công bộc của dân". Ông chỉ ra rằng người đứng đầu cơ quan hành chính thiếu quyền hạn trong bố trí nhân sự, dẫn đến đánh giá cán bộ không dựa trên kết quả công việc, tạo kẽ hở cho nạn chạy chức, chạy quyền. Những tồn tại trong bộ máy công quyền, như tham nhũng và sự yếu kém trong phát huy nguồn lực con người, cũng là nỗi trăn trở lớn của ông trước khi rời nhiệm sở, thể hiện tinh thần trách nhiệm và mong muốn cải tổ sâu rộng. Từ nội dung phát biểu từ chức "Theo ông Khải, sau hơn 10 năm thực hiện cải cách hành chính, hiệu quả đạt được chưa thực chất, nhiều công chức vẫn chưa nhìn nhận mình là công bộc của nhân dân. Thủ tướng cho rằng, Chính phủ, từng Bộ, Chủ tịch UBND tỉnh, thành phố phải có trách nhiệm giải trình trước nhân dân. Vấn đề nào có thể công khai minh bạch thì cần công khai, minh bạch, phải phát huy trí tuệ của dân vào công việc hoạch định chủ trương, chính sách."
Đến thời Thủ tướng Nguyễn Tấn Dũng (Nhiệm kỳ: 27/06/2006 – 06/04/2016) đã rất nhiều lần nhấn mạnh việc không được tăng biên chế và cải cách hành chính. Như ngày 20/11/2014, tại buổi làm việc với Ban Chỉ đạo cải cách hành chính, Thủ tướng Nguyễn Tấn Dũng tuyên bố không tăng biên chế công chức, viên chức trong năm 2015 để tinh gọn bộ máy hành chính. Ông yêu cầu các bộ, ngành, địa phương rà soát, sắp xếp lại tổ chức, giảm đầu mối trung gian và tinh giản biên chế, đặc biệt ở các đơn vị sự nghiệp công lập như y tế, giáo dục. Thủ tướng nhấn mạnh cải cách hành chính phải gắn với nâng cao chất lượng cán bộ, ứng dụng công nghệ thông tin và tăng cường kỷ cương, không làm tăng chi ngân sách. Quyết định này nằm trong lộ trình thực hiện Nghị quyết 19-NQ/TW, hướng tới giảm ít nhất 10% biên chế đến năm 2020, nhằm cải thiện hiệu quả quản lý và năng lực cạnh tranh quốc gia.
Thủ tướng Nguyễn Tấn Dũng rất nhiều lần bày tỏ bức xúc về tình trạng lạm dụng tuyển dụng nhân sự trước khi nghỉ hưu tại một số cơ quan. Liên tục các đời Thủ tướng kêu gọi giảm biên chế song biên chế ngày một phình to. Ông nêu rõ: "Có người trước khi nghỉ hưu nhận 300 người, để lại gánh nặng cho ngân sách và người kế nhiệm". Thủ tướng phê phán đây là hành vi vô trách nhiệm, gây khó khăn cho việc tinh giản biên chế và quản lý nhà nước. Ông yêu cầu các cơ quan rà soát, siết chặt kỷ luật tuyển dụng, đảm bảo minh bạch và đúng quy định pháp luật. Thủ tướng nhấn mạnh cải cách hành chính cần giảm biên chế, nâng cao chất lượng đội ngũ công chức, tránh để lại hệ lụy cho người sau. Phát biểu được đưa ra trong bối cảnh Chính phủ thực hiện Nghị quyết 39-NQ/TW về tinh giản biên chế, với mục tiêu giảm ít nhất 10% biên chế đến năm 2021. Sự việc cho thấy thách thức trong quản lý nhân sự và cải tổ bộ máy hành chính dưới thời Thủ tướng Nguyễn Tấn Dũng, khi ông chuẩn bị kết thúc nhiệm kỳ vào tháng 7/2016. "Ngoài số lượng đội ngũ cán bộ công chức, viên chức đã bị "phình" to bất thường trong vài năm qua thì chất lượng của đội ngũ này cũng là điều đáng bàn và khiến nhiều người lo ngại. Người dân và doanh nghiệp liên tục kêu ca về cách giải quyết công việc của cán bộ tại các cơ quan công quyền. Nhiều thủ tục hành chính rườm rà, gây thiệt hại nặng nề về tiền của và thời gian của người dân của doanh nghiệp".
Trong thời kỳ Thủ tướng tiếp theo là Nguyễn Xuân Phúc (Nhiệm kỳ	07/04/2016 – 05/04/2021), tình hình biên chế và thủ tục hành chính tăng thêm dù Chính phủ đã nỗ lực rất nhiều qua các thời kỳ. Thủ tướng cho biết từ năm 2015 đến nay, Việt Nam đã tinh giản biên chế được trên 30.000 người. Ông nhấn mạnh đây là kết quả quan trọng trong việc giảm chi ngân sách, nâng cao hiệu quả bộ máy nhà nước. Thủ tướng yêu cầu tiếp tục đẩy mạnh tinh giản biên chế, gắn với cải cách tiền lương và ứng dụng công nghệ thông tin, hướng tới xây dựng chính phủ điện tử. Mục tiêu là giảm thêm ít nhất 10% biên chế vào năm 2021 theo Nghị quyết 39-NQ/TW.

### Bối cảnh vào thời điểm bắt đầu cải cách thể chế 2024-2025
Vấn đề về cải cách hành chính đã được đề ra từ những năm đầu nhiệm kỳ của Chính phủ Phạm Minh Chính và thông qua các chương trình Đại hội của Đảng Cộng sản Việt Nam do Nguyễn Phú Trọng đứng đầu. Việc cải cách thể chế được diễn ra trong bối cảnh vào năm 2025, Việt Nam tròn 50 năm kể từ khi thống nhất cùng các sự kiện lịch sử khác như kỷ niệm 100 năm ngày thành lập Đảng Cộng sản Việt Nam vào năm 2030 hay kỷ niệm 100 năm Quốc khánh Việt Nam vào năm 2045. Đặc biệt là mục tiêu trở thành nước phát triển, có thu nhập cao vào năm 2045 mà Đảng này đề ra. Vào ngày 15 tháng 7 năm 2021, Chính phủ Việt Nam cũng đã ban hành Nghị quyết số 76/NQ–CP trong đó tập trung vào 6 vấn đề chính cần cải cách đó chính là thể chế, thủ tục hành chính, tổ chức bộ máy hành chính nhà nước, chế độ công vụ, tài chính công và xây dựng cùng một số vấn đề như Chính phủ điện tử và Chính phủ số. Đồng thời, 2024 cũng là năm đánh dấu sau 7 năm thực hiện Nghị quyết 18 năm 2017 của Ban Chấp hành Trung ương khóa XII trong đợt cải cách hành chính 2016–2020. Tô Lâm cho rằng đây chính là thời điểm để đưa Việt Nam vào "kỷ nguyên vươn mình". Ngoài ra, trong giai đoạn ông Lâm là Bộ trưởng Bộ Công an, cơ quan này cũng đã từng tinh gọn 6 tổng cục, gần 60 đơn vị cấp cục và gần 300 đơn vị cấp phòng. Đây được chính quyền xem như "kinh nghiệm quan trọng" trong việc sắp xếp bộ máy.
Kể từ năm 1945, hệ thống chính trị Việt Nam hoạt động xuyên suốt xung quanh 3 khối bao gồm: Đảng Cộng sản Việt Nam, Nhà nước cùng Mặt trận Tổ quốc Việt Nam và các tổ chức chính trị – xã hội. Mặc dù đã có những cải cách từ năm 2017, nhưng nhận thức về vấn đề này vẫn được cho là chưa đầy đủ và chưa sâu sắc. Việc gắn tinh giản biên chế với cơ cấu tổ chức vẫn chưa được thực hiện một cách hiệu quả. Thêm vào đó, một số bộ, ngành vẫn duy trì việc ôm đồm nhiệm vụ của địa phương, dẫn đến tình trạng cơ chế xin – cho, tạo điều kiện cho tham nhũng, lãng phí và tiêu cực nảy sinh. Theo Tổng Bí thư Đảng Cộng sản Việt Nam Tô Lâm, cơ bản tổ chức bộ máy  của hệ thống chính trị Việt Nam vẫn còn cồng kềnh với nhiều tầng nấc và đầu mối, dẫn đến hiệu quả hoạt động chưa đáp ứng được yêu cầu. Các chức năng, nhiệm vụ, quyền hạn và mối quan hệ công tác giữa các cơ quan còn thiếu rõ ràng, thường xuyên trùng lặp và chồng chéo. Việc phân quyền và phân định trách nhiệm chưa đồng bộ và hợp lý, có nơi còn bao biện cho việc làm thay hoặc bỏ sót nhiệm vụ. Chất lượng tham mưu và đề xuất của một số cơ quan đối với Trung ương và các cấp lãnh đạo còn hạn chế, trong khi năng lực điều phối và tổ chức thực hiện trong toàn Đảng cũng chưa đủ để đáp ứng yêu cầu đề ra. Ông cho rằng, "cơ bản vẫn theo mô hình được thiết kế từ hàng chục năm trước".
Trước cải cách, chỉ các khoản chi thường xuyên đã chiếm khoảng 70% tổng thu ngân sách, chỉ còn 30% dành cho đầu tư phát triển và các lĩnh vực khác. Việc tinh gọn bộ máy sẽ giảm tỷ lệ chi thường xuyên, tạo điều kiện tăng đầu tư cho phát triển kinh tế, an sinh xã hội và các lĩnh vực quan trọng khác.

## Cơ sở lý luận
Sau rất nhiều năm thử nghiệm việc cải cách hành chính và một số cải cách đơn lẻ khác không có nhiều kết quả như mong muốn, nhiều khi còn đi ngược với kế hoạch và mục tiêu, đến những năm cuối nhiệm kỳ, Thủ tướng Nguyễn Tấn Dũng đã có nhiều lần phát biểu đột phá trong đó đề cập đến vấn đề "cải cách thể chế" như một chìa khoá quan trọng nhất để đổi mới tiếp. Ngày 1/1/2014, Thủ tướng Nguyễn Tấn Dũng gửi thông điệp năm mới 2014, nhấn mạnh quyết tâm cải cách kinh tế và hội nhập quốc tế. Ông kêu gọi hoàn thiện thể chế kinh tế thị trường, cải thiện môi trường kinh doanh, thúc đẩy khu vực tư nhân và nâng cao năng lực cạnh tranh quốc gia. Với tiêu đề: "Hoàn thiện thể chế, phát huy quyền làm chủ của Nhân dân, thực hiện thắng lợi nhiệm vụ năm 2014, tạo nền tảng phát triển nhanh và bền vững", thông điệp của Thủ tướng nhìn nhận: "Chất lượng thể chế không chỉ tác động như một yếu tố tự thân mà còn ảnh hưởng có tính quyết định đến môi trường kinh doanh, năng lực cạnh tranh của cả nền kinh tế, của từng doanh nghiệp và là điều kiện tiên quyết để phát huy có hiệu quả lợi thế quốc gia. Không thể có được năng lực cạnh tranh cao nếu không có một thể chế chất lượng cao và một nền quản trị quốc gia hiện đại". "Nhìn lại gần 30 năm qua, những bước phát triển vượt bậc của đất nước ta đều gắn liền với những đổi mới có tính quyết định về thể chế, bản chất là mở rộng dân chủ, thực hiện cơ chế thị trường trong hoạt động kinh tế mà bước đột phá lớn và toàn diện là từ Đại hội VI của Đảng", Thủ tướng nhấn mạnh.
Ngay cuối năm đó, tại Diễn đàn Đối tác phát triển Việt Nam 2014 diễn ra ngày 5 tháng 12 năm 2014 với chủ đề "Cải cách thể chế kinh tế, tăng cường khả năng tự chủ và sức cạnh tranh của nền kinh tế Việt Nam". Thủ tướng Nguyễn Tấn Dũng nhấn mạnh cải cách thể chế là trọng tâm chính sách phát triển, trong đó bao gồm hoàn thiện Nhà nước pháp quyền, cải cách thủ tục hành chính và phát triển doanh nghiệp tư nhân. Sự kiện có sự tham gia của các bộ, ngành Trung ương và các tổ chức quốc tế. Thủ tướng khái quát 6 trọng tâm điều hành của Chính phủ trong năm 2015, trong đó có việc tập trung huy động và sử dụng hiệu quả cao nhất các nguồn lực, cải cách mạnh thủ tục hành chính, cải thiện tốt hơn môi trường kinh doanh để tạo mọi điều kiện thuận lợi cho người dân và doanh nghiệp phát triển, nhất là khuyến khích phát triển mạnh doanh nghiệp tư nhân. Thủ tướng Nguyễn Tấn Dũng cũng khẳng định việc hoàn thiện Nhà nước pháp quyền, đảm bảo tự do dân chủ của nhân dân và hoàn thiện thể chế kinh tế thị trường theo Hiến pháp năm 2013 là động lực và giải pháp chủ yếu để nâng cao hiệu quả và năng lực cạnh tranh của nền kinh tế Việt Nam.
Gần cuối nhiệm kỳ, ngày 26/2/2016, tại Hà Nội, Thủ tướng Nguyễn Tấn Dũng đến dự và phát biểu chỉ đạo Hội nghị Tham tán thương mại năm 2016 với mục tiêu cao nhất là hỗ trợ các doanh nghiệp Việt Nam đẩy mạnh xuất khẩu hàng Việt ra nước ngoài, nhất là trong bối cảnh Việt Nam đã ký kết và đang đàm phán nhiều Hiệp định thương mại tự do thế hệ mới. Thủ tướng Nguyễn Tấn Dũng nhấn mạnh yếu tố quan trọng đầu tiên là phải tập trung cải cách thể chế, thủ tục hành chính theo hướng thị trường hiện đại, phù hợp với các cam kết quốc tế, tạo thuận lợi nhất cho doanh nghiệp hoạt động kinh doanh công khai, minh bạch, hiệu quả..
Việc cải cách thể chế đã được nghiên cứu qua rất nhiều năm. Có nhiều thử nghiệm diện nhỏ theo địa phương hoặc ban ngành đã được thực hiện trước đó, nhằm đảm bảo cuộc cải cách có các bước đi phù hợp, cách làm hợp lý và thành công trong thực tế.
Cơ sở chính thức của việc cải cách thể chế này là Nghị quyết số 18-NQ/TW ngày 25/10/2017, Hội nghị lần thứ sáu Ban Chấp hành Trung ương Đảng khóa XII: "Một số vấn đề về tiếp tục đổi mới, sắp xếp tổ chức bộ máy của hệ thống chính trị tinh gọn, hoạt động hiệu lực, hiệu quả" do Tổng bí thư Nguyễn Phú Trọng ký ngày 25 tháng 10 năm 2017.

## Triển khai cải cách
Sau khi nhậm chức Thủ tướng, Phạm Minh Chính đã bắt đầu kiện toàn các chức vụ trong Ban Chỉ đạo cải cách hành chính của Chính phủ do mình là Trưởng ban. Cho đến ngày 21 tháng 10 năm 2024, trong bài phát biểu khai mạc Kỳ họp thứ 8 của Quốc hội khóa XV, Tổng Bí thư, Chủ tịch nước Tô Lâm đã có phát biểu chỉ ra các điểm nghẽn lớn nhất cần phải khắc phục mà trong đó "thể chế là điểm nghẽn của điểm nghẽn". Theo báo Dân Trí, ông là người đầu tiên đứng đầu Đảng Cộng sản Việt Nam chỉ rõ việc này. Đến ngày 5 tháng 11, trên Cổng thông tin Chính phủ, Tổng Bí thư Tô Lâm đã đăng tải một bài viết với tiêu đề "Tinh – Gọn – Mạnh – Hiệu năng – Hiệu lực – Hiệu quả". Đây cũng được truyền thông Việt Nam xem như điểm khởi đầu cho các quyết sách về tinh gọn bộ máy. Trong đó, đặc biệt đề cập đến vấn đề "100 năm" bao gồm việc 100 năm thành lập Đảng Cộng sản Việt Nam và 100 năm thành lập Việt Nam như thời điểm mục tiêu chiến lược. Khoảng hơn 10 ngày, vào ngày 16 tháng 11, Thủ tướng Phạm Minh Chính đã cho ký Quyết định số 1403/QĐ–TTg để thành lập Ban Chỉ đạo về tổng kết việc thực hiện Nghị quyết số 18–NQ/TW ngày 25 tháng 10 năm 2017 mang tên "Một số vấn đề về tiếp tục đổi mới, sắp xếp tổ chức bộ máy của hệ thống chính trị tinh gọn, hoạt động hiệu lực, hiệu quả" do chính ông làm Trưởng ban. Tuy nhiên, trong phiên họp đầu tiên của Ban Chỉ đạo vào ngày 19 thì Tô Lâm là Trưởng Ban Chỉ đạo.
Đến ngày 25 tháng 11, Ban Chấp hành Trung ương Đảng Cộng sản Việt Nam đã tổ chức một phiên họp để lấy ý kiến về vấn đề tinh gọn và sắp xếp bộ máy. Đến sáng ngày 1 tháng 12, Bộ Chính trị và Ban Bí thư Trung ương Đảng tổ chức hội nghị toàn quốc để tổng kết việc thực hiện Nghị quyết số 18–NQ/TW của Đảng khóa XII tại Hội trường Diên Hồng với sự tham dự của 1,3 triệu đại biểu bao gồm cả hình thức trực tuyến. Phát biểu trong Hội nghị, Tô Lâm yêu cầu cán bộ lãnh đạo và người đứng đầu các cấp ủy, cơ quan cần gương mẫu và chủ động trong việc thực hiện nhiệm vụ, theo tinh thần "vừa chạy vừa xếp hàng". Ông nhấn mạnh rằng Trung ương không chờ đợi cấp tỉnh, và các cấp phải đồng hành cùng nhau. Mục tiêu đặt ra là các bộ, ngành hoàn thành và báo cáo phương án sắp xếp, kiện toàn tổ chức bộ máy của hệ thống chính trị trong quý I–2025. Theo báo Pháp Luật Thành phố Hồ Chí Minh, sau hội nghị, toàn bộ hệ thống chính trị đã có những chuyển biến mạnh mẽ, thể hiện tinh thần mới trong việc thực hiện các chủ trương lớn nhằm thúc đẩy sự phát triển quốc gia.
Để đảm bảo triển khai sắp xếp và tinh gọn bộ máy tổ chức hiệu quả, Ban Chỉ đạo Chính phủ vào ngày 11 tháng 1 năm 2025 đã yêu cầu các bộ, cơ quan, và UBND các tỉnh thành thực hiện tốt công tác chính trị, tư tưởng, cũng như giải quyết kịp thời chế độ, chính sách cho cán bộ, công chức và người lao động. Đồng thời, xây dựng tiêu chí đánh giá và thực hiện rà soát, giảm ít nhất 20% công chức hưởng lương từ ngân sách nhà nước. Ngoài ra, các cơ quan phải trình Chính phủ dự thảo Nghị định quy định chức năng, nhiệm vụ và cơ cấu tổ chức trước ngày 5 tháng 2 năm 2025, hoàn thiện và ban hành trước ngày 10 tháng 2 năm 2025. Trong khi đó, vào ngày 24 tháng 1, Ban Chấp hành Trung ương Đảng đã thống nhất quyết định bộ máy chính phủ Việt Nam sẽ được tinh gọn còn 14 bộ, 3 cơ quan ngang bộ, 5 cơ quan thuộc Chính phủ. Như vậy, tổng cộng giảm 5 bộ, ngành và giảm 3 cơ quan thuộc Chính phủ bao gồm các cơ quan như: Ban Quản lý Lăng Chủ tịch Hồ Chí Minh, Bảo hiểm Xã hội Việt Nam và Ủy ban Quản lý vốn nhà nước tại doanh nghiệp. Tương tự bên trong các bộ, ngành cũng giảm thiểu 13/13 tổng cục và cấp tương đương, 519 cục và cấp tương đương, 219 vụ và cấp tương đương, 3.303 chi cục và cấp tương đương. Đồng nghĩa đó, giảm 5 bộ trưởng, 3 thủ trưởng, 13 tổng cục trưởng, 519 cục trưởng, 219 vụ trưởng và gần 3.303 chi cục trưởng. Đối với Quốc hội, đã có sự giảm thiểu ở hai Ủy ban. Trong khi đó ở tổ chức Đảng, Ban Đối ngoại Trung ương dừng hoạt động để chuyển về Bộ Ngoại giao và Đảng ủy Bộ Ngoại giao. Đồng thời, kết thúc hoạt động đối với Đảng ủy Khối các cơ quan Trung ương, Đảng ủy Khối Doanh nghiệp Trung ương và Đảng đoàn, ban cán sự đảng ở trung ương, cấp tỉnh và thành lập nên 4 Đảng bộ mới.
Trong Văn bản số 35/CV–BCĐTKNQ18 được ban hành vào ngày 23 tháng 1, Ban Chỉ đạo về tổng kết thực hiện Nghị quyết số 18-NQ/TW của Chính phủ đã yêu cầu các cơ quan Chính phủ trình dự thảo Nghị định quy định chức năng, nhiệm vụ, quyền hạn và cơ cấu tổ chức trước ngày 5 tháng 2, hoàn thiện và ban hành trước ngày 10 tháng 2. Đồng thời, hoàn thành Quyết định theo hướng dẫn Bộ Nội vụ, thống nhất bàn giao và chuyển tiếp theo hướng dẫn từ Bộ Tài chính cùng Bộ Kế hoạch và Đầu tư. Trong khi đó, Bộ Công an sẽ thông qua con dấu cho các đơn vị có thay đổi tên gọi theo các phương án sắp xếp. Đối với chính quyền địa phương đã được uy cầu hoàn thành việc sắp xếp, tinh gọn và công bố các quyết định từ ngày 18 đến ngày 20 tháng 2. Đến ngày 14 tháng 2, Kết luận số 126–KL/TW của Bộ Chính trị đã yêu cầu nghiên cứu loại bỏ cấp hành chính trung gian là cấp huyện và sáp nhập một số đơn vị hành chính cấp tỉnh, đồng thời, báo cáo lại vào quý 3 năm 2025, riêng trường hợp loại bỏ cấp hành chính trung gian của Tòa án nhân nhân và Viện kiểm sát nhân dân được yêu cầu báo cáo vào quý 2.
Trong phiên họp vào ngày 28 tháng 2, Bộ Chính trị đã yêu cầu xây dựng đề án sáp nhập một số đơn vị hành chính cấp tỉnh, không tổ chức cấp huyện và sáp nhập đơn vị hành chính cấp xã. Do tổ chức hành chính cấp huyện, Hiến pháp Việt Nam cũng phải sửa đổi và nhiệm vụ này được giao cho Đảng ủy Quốc hội, Đảng ủy Chính phủ chỉ đạo nghiên cứu và bổ sung một số điều của Hiến pháp. Nội dung này được yêu cầu báo cáo vào đầu tháng 3 năm 2025, trình Ban Chấp hành Trung ương Đảng trước ngày 7 tháng 4 năm 2025 và hoàn thành bổ sung, sửa đổi Hiến pháp chậm nhất ngày 30 tháng 6 năm 2025.

## Nội dung chi tiết

### Cơ quan thuộc Đảng
Theo nghiên cứu và các đề xuất ban đầu, Trưởng Ban Tổ chức Trung ương Lê Minh Hưng cho biết sẽ sáp nhập Ban Tuyên giáo Trung ương và Ban Dân vận Trung ương. Đồng thời, kết thúc hoạt động của Ban Đối ngoại Trung ương, các phần nhiệm vụ của cơ quan này sẽ được chuyển giao về Bộ Ngoại giao và Văn phòng Trung ương Đảng. Ngoài ra, kết thúc hoạt động của Ban Bảo vệ chăm sóc sức khỏe Trung ương về Ban Tổ chức Trung ương, Bộ Y tế cùng một số bệnh viện trung ương tại Việt Nam. Các Hội đồng Lý luận Trung ương; Hội đồng Lý luận, phê bình văn học nghệ thuật Trung ương; Hội đồng khoa học các cơ quan Đảng Trung ương được đề xuất chuyển giao về Học viện Chính trị Quốc gia Hồ Chí Minh.
Ngoài ra, nghiên cứu cũng bao gồm việc kết thúc hoạt động Đảng ủy Khối các cơ quan Trung ương và thành lập Đảng bộ các cơ quan Đảng, cơ quan Tư pháp Trung ương. Tổ chức này sẽ bao gồm các tổ chức đảng trong các ban đảng, cơ quan và đơn vị đảng ở Trung ương, Viện Kiểm sát Nhân dân Tối cao và Tòa án Nhân dân Tối cao với trụ sở đặt tại Văn phòng Trung ương Đảng. Một cơ quan đảng ủy khác cũng được thành lập mới là Đảng bộ Chính phủ sẽ bao gồm các tổ chức đảng trong các bộ, cơ quan ngang bộ, cơ quan trực thuộc Chính phủ và tổ chức đảng bộ tập đoàn, tổng công ty, ngân hàng thương mại nhà nước ngoại trừ Đảng bộ Quân đội và Đảng bộ Công an. Khi thành lập, đồng nghĩa Ban cán sự đảng Chính phủ sẽ kết thúc hoạt động. Cả hai đảng ủy mới được thành lập đều sẽ trực thuộc Trung ương Đảng. Trong Quốc hội, Đảng đoàn Quốc hội kết thúc để thành lập Đảng bộ Quốc hội trực thuộc Trung ương với trách nhiệm tham mưu, giúp việc và trụ sở được đặt tại Cơ quan Quốc hội nhằm quản lý các tổ chức đảng thuộc khối Quốc hội, Kiểm toán Nhà nước, Văn phòng Chủ tịch nước. Tương tự, kết thúc hoạt động của Đảng đoàn Mặt trận Tổ quốc Việt Nam để thành lập Đảng bộ Mặt trận Tổ quốc Việt Nam. Đồng thời, các đảng đoàn ở các hội quần chúng trực thuộc Đảng ủy Mặt trận Tổ quốc Việt Nam cũng được kết thúc để lập đảng bộ.
| Tên bộ phận trước cải cách                       | Hình thức | Tên bộ phận sau cải cách                          | T.k    |
| ------------------------------------------------ | --------- | ------------------------------------------------- | ------ |
| Ban Đối ngoại Trung ương                         | Chuyển về | Bộ Ngoại giao                                     | [ 31 ] |
| Ban Đối ngoại Trung ương                         | Chuyển về | Đảng ủy Bộ Ngoại giao                             | [ 31 ] |
| Đảng ủy Khối các cơ quan Trung ương              | Giải thể  | —                                                 | [ 31 ] |
| Đảng ủy Khối Doanh nghiệp Trung ương             | Giải thể  | —                                                 | [ 31 ] |
| Đảng đoàn, Ban cán sự Đảng ở Trung ương cấp tỉnh | Giải thể  | —                                                 | [ 31 ] |
| —                                                | Thành lập | Đảng bộ các cơ quan Đảng Trung ương               | [ 31 ] |
| —                                                | Thành lập | Đảng bộ Quốc hội                                  | [ 31 ] |
| —                                                | Thành lập | Đảng bộ Chính phủ                                 | [ 31 ] |
| —                                                | Thành lập | Đảng bộ Mặt trận Tổ quốc, các đoàn thể Trung ương | [ 31 ] |
| Ban Tuyên giáo Trung ương                        | Sáp nhập  | Ban Tuyên giáo và Dân vận Trung ương              | [ 31 ] |
| Ban Dân vận Trung ương                           | Sáp nhập  | Ban Tuyên giáo và Dân vận Trung ương              | [ 31 ] |
| Ban Kinh tế Trung ương                           | Đổi tên   | Ban Chính sách, chiến lược Trung ương             | [ 31 ] |

Nghị quyết số 60-NQ/TW ngày 12/4/2025 Hội nghị lần thứ 11 Ban Chấp hành Trung ương Đảng khóa XIII
xác định "Về hệ thống tổ chức đảng ở địa phương: Đồng ý chủ trương lập tổ chức đảng ở địa phương tương ứng với hệ thống hành chính cấp tỉnh, cấp xã. Kết thúc hoạt động của đảng bộ cấp huyện (huyện, thị xã, thành phố, quận trực thuộc tỉnh, thành phố trực thuộc Trung ương). Lập tổ chức đảng tương ứng với đơn vị hành chính cấp tỉnh, cấp xã theo đúng Điều lệ Đảng, quy định của Trung ương".

### Cơ quan Quốc hội
Theo Tổng kết từ Nghị quyết 18 được Ban Chấp hành Trung ương Đảng thông qua, Quốc hội Việt Nam sẽ kết thúc hoạt động của Ủy ban Đối ngoại để chuyển về Ủy ban Quốc phòng, An ninh, Văn phòng Quốc hội, Bộ Ngoại giao. Đồng thời, đổi tên "Ủy ban Quốc phòng và An ninh" thành "Ủy ban Quốc phòng, An ninh và Đối ngoại". Ngoài ra, sáp nhập "Ủy ban Pháp luật" và "Ủy ban Tư pháp" để thành lập "Ủy ban Pháp luật và Tư pháp"; sáp nhập "Ủy ban Kinh tế" và "Ủy ban Tài chính, Ngân sách" để thành lập "Ủy ban Kinh tế và Tài chính"; tương tự, đối với "Ủy ban Xã hội" và "Ủy ban Văn hóa, Giáo dục" để thành "Ủy ban Văn hóa và Xã hội". Hai ban trong Quốc hội cũng được đổi tên và nâng cấp bao gồm Ban Dân nguyện thành Ủy ban Dân nguyện và Giám sát, Ban Công tác đại biểu thành Ủy ban Công tác đại biểu và đều thuộc Quốc hội.
| Tên bộ phận trước cải cách                | Hình thức         | Tên bộ phận sau cải cách                   | T.k    |
| ----------------------------------------- | ----------------- | ------------------------------------------ | ------ |
| Ủy ban Quốc phòng và An ninh              | Đổi tên           | Ủy ban Quốc phòng, An ninh và Đối ngoại    | [ 33 ] |
| Ủy ban Đối ngoại                          | Sáp nhập          | Ủy ban Quốc phòng, An ninh và Đối ngoại    | [ 33 ] |
| Một số nhiệm vụ của Ủy ban Đối ngoại      | Chuyển về         | Bộ Ngoại giao, Văn phòng Quốc hội          | [ 33 ] |
| Ủy ban Pháp luật của Quốc hội             | Sáp nhập          | Ủy ban Pháp luật và Tư pháp của Quốc hội   | [ 33 ] |
| Ủy ban Tư pháp của Quốc hội               | Sáp nhập          | Ủy ban Pháp luật và Tư pháp của Quốc hội   | [ 33 ] |
| Ủy ban Kinh tế của Quốc hội               | Sáp nhập          | Ủy ban Kinh tế và Tài chính của Quốc hội   | [ 33 ] |
| Ủy ban Tài chính – Ngân sách của Quốc hội | Sáp nhập          | Ủy ban Kinh tế và Tài chính của Quốc hội   | [ 33 ] |
| Ủy ban Xã hội của Quốc hội                | Sáp nhập          | Ủy ban Văn hóa và Xã hội của Quốc hội      | [ 33 ] |
| Ủy ban Văn hóa, Giáo dục của Quốc hội     | Sáp nhập          | Ủy ban Văn hóa và Xã hội của Quốc hội      | [ 33 ] |
| Ban Dân nguyện                            | Đổi tên, nâng cấp | Ủy ban Dân nguyện và Giám sát của Quốc hội | [ 33 ] |
| Ban Công tác đại biểu                     | Đổi tên, nâng cấp | Ủy ban Công tác đại biểu của Quốc hội      | [ 33 ] |

### Cơ quan Chính phủ
Theo định hướng ban đầu được công bố vào từ ngày 1 tháng 1 năm 2025 từ định hướng của Nghị quyết số 18–NQ/TW, bộ máy chính phủ từ 30 đã được đề xuất giảm còn 21 bao gồm: 13 bộ, 4 cơ quan ngang bộ và 4 cơ quan thuộc Chính phủ. Cụ thể sẽ là sáp nhập: Bộ Kế hoạch và Đầu tư với Bộ Tài chính thành "Bộ Tài chính và Đầu tư phát triển" hoặc "Bộ Kinh tế phát triển"; Bộ Giao thông vận tải với Bộ Xây dựng thành "Bộ Hạ tầng và Đô thị"; Bộ Tài nguyên và Môi trường với Bộ Nông nghiệp và Phát triển Nông thôn thành "Bộ Nông nghiệp và Tài nguyên, Môi trường"; Bộ Thông tin và Truyền thông với Bộ Khoa học và Công nghệ thành "Bộ chuyển đổi số và Khoa học, Công nghệ" hoặc "Bộ Chuyển đổi số, Khoa học, Công nghệ và Thông tin"; Bộ Nội vụ và Bộ Lao động – Thương binh và Xã hội thành "Bộ Nội vụ và Lao động". Ngoài ra, sẽ chuyển chức năng "Giáo dục nghề nghiệp" và chức năng "Quản lý nhà nước về bảo trợ xã hội, trẻ em, phòng chống tệ nạn xã hội" của Bộ Lao động – Thương binh và Xã hội sang lần lượt cho Bộ Giáo dục và Đào tạo cùng Bộ Y tế. Tuy nhiên, đến ngày 11 tháng 1, từ ý kiến của Bộ Chính trị về tên gọi mà tên của các bộ như Bộ Tài chính, Bộ Nội vụ, Bộ Xây dựng, Bộ Khoa học và Công nghệ, Bộ Thể thao và Du lịch được quyết định giữ nguyên. Ngoài ra, bổ sung thêm "Bộ Dân tộc và Tôn giáo" thông qua việc hợp nhất Ủy ban Dân tộc và chức năng, nhiệm vụ, tổ chức quản lý nhà nước về tôn giáo từ Bộ Nội vụ.
Ngoài ra, sau tinh gọn các Bộ, cơ quan ngang Bộ chỉ được duy trì tối đa 5 đơn vị sự nghiệp công lập thực hiện chức năng phục vụ quản lý nhà nước bao gồm: Viện; Tạp chí; Báo; Trung tâm thông tin và Trường đào tạo, bồi dưỡng. Sau khi sắp xếp, tinh gọn, trong các Bộ, cơ quan ngang Bộ cũng có 13 Tổng cục và tương đương sẽ bị giải thể bao gồm 5 đơn vị trong Bộ Tài chính bao gồm: Tổng cục Thuế, Tổng cục Hải quan, Tổng cục Dự trữ Nhà nước, Kho bạc Nhà nước, Ủy ban Chứng khoán Nhà nước; 2 đơn vị trong Bộ Ngoại giao: Ủy ban Nhà nước về người Việt Nam ở nước ngoài, Ủy ban Biên giới quốc gia; 1 đơn vị trong các Bộ Lao động – Thương binh và Xã hội với Tổng cục Giáo dục nghề nghiệp, Bộ Công Thương với Tổng cục Quản lý thị trường, Bộ Kế hoạch và Đầu tư với Tổng cục Thống kê: Bộ Tư pháp với Tổng cục Thi hành án dân sự; Ngân hàng Nhà nước Việt Nam với Cơ quan Thanh tra, giám sát ngân hàng và Bộ Tài nguyên và Môi trường với Tổng cục Khí tượng Thủy văn. Trong đó các cơ quan như Tổng cục Thuế chuyển thành Cục Thuế, Tổng cục Hải quan chuyển thành Cục Hải quan, Kho bạc Nhà nước từ cấp tổng cục về cấp cục, Tổng cục Dự trữ Nhà nước thành Cục Dự trữ nhà nước, Tổng cục Thống kê thành Cục Thống kê. Ngoài ra, Cục Kinh tế Xây dựng, Cục Quản lý hoạt động xây dựng thuộc Bộ Xây dựng sẽ sáp nhập với Cục quản lý đầu tư xây dựng thuộc Bộ Giao thông Vận tải thành "Cục Kinh tế – Quản lý đầu tư xây dựng".
Ủy ban Quản lý vốn nhà nước tại doanh nghiệp sẽ bị giải thể và 18 tập đoàn, tổng công ty do đơn vị này quản lý sẽ giao cho Bộ Tài chính. Riêng, Tổng công ty Viễn thông MobiFone được giao cho Bộ Công an quản lý. Trường hợp của Bảo hiểm Xã hội Việt Nam được tổ chức thành đơn vị sự nghiệp công lập với 14 ban. Đối với đơn vị trường Cán bộ quản lý nông nghiệp và phát triển nông thôn thuộc Bộ Nông nghiệp và Môi trường sẽ được sáp nhập vào Học viện Nông nghiệp Việt Nam; trường Đào tạo, bồi dưỡng cán bộ tài nguyên và môi trường được sáp nhập vào Trường Đại học Tài nguyên và Môi trường. Vụ Giáo dục phổ thông thuộc Bộ Giáo dục và Đào tạo sẽ được ra đời trên cơ sở sáp nhập Vụ giáo dục Tiểu học, Vụ Giáo dục Trung học và một số nhiệm vụ từ Vụ Giáo dục dân tộc. Cục Quản lý Y, Dược cổ truyền thuộc Bộ Y tế sẽ bị giải thể và chuyển nhiệm vụ về các đơn vị chuyên ngành. Như vậy dự kiến, sau sáp nhập Việt Nam còn 14 bộ, 3 cơ quan ngang bộ; 5 cơ quan thuộc Chính phủ. Đồng thời trong Chính phủ sẽ giảm toàn bộ tổng cục, 518 cục và tương đương, 218 vụ, 2.958 chi cục và 201 đơn vị sự nghiệp công lập.
Ngoài ra, vào ngày 6 tháng 2, Chủ tịch Quốc hội Trần Thanh Mẫn đã ký Nghị quyết số 1402/NQ–UBTVQH15 cho phép tăng số lượng Thứ trưởng và Phó Thủ trưởng các cơ quan ngang thuộc Chính phủ bao gồm việc: tăng 1 Thứ tưởng Bộ Ngoại giao (tối đa 7), tăng 4 Thứ trưởng Bộ Tài chính (tối đa 9), tăng 4 Thứ trưởng Bộ Xây dựng (tối đa 9), tăng 2 Thứ trưởng Bộ Nội vụ (tối đa 7) và tăng 1 Phó Thống đốc Ngân hàng Nhà nước Việt Nam (tối đa 6). Nghị quyết này đã có hiệu lực ngay lập tức kể từ thời điểm ký. Trong kỳ hợp không thường lệ diễn ra vào ngày 18 tháng 2, tổng số lượng thành viên Chính phủ được thông qua là 25 thành viên bao gồm: Thủ tướng Chính phủ; 7 Phó Thủ tướng Chính phủ; 14 Bộ trưởng và 3 Thủ trưởng các cơ quan ngang bộ. Các Phó Thủ tướng được bổ nhiệm mới bao gồm: Mai Văn Chính (Trưởng Ban Dân vận Trung ương) và Nguyễn Chí Dũng (Bộ trưởng Bộ Kế hoạch và Đầu tư trước khi sáp nhập). Đối với các Bộ bị sáp nhập hoàn thành lập mới bao gồm: Bộ trưởng Bộ Xây dựng Trần Hồng Minh (Bộ trưởng Bộ Giao thông vận tải trước khi sáp nhập), Bộ trưởng Bộ Khoa học và Công nghệ Nguyễn Mạnh Hùng (Bộ trưởng Bộ Thông tin và Truyền thông trước khi sáp nhập), Bộ trưởng Bộ Nông nghiệp và Môi trường Đỗ Đức Duy (Bộ trưởng Bộ Tài nguyên và Môi trường trước khi sáp nhập) và Bộ trưởng Bộ Dân tộc và Tôn giáo Đào Ngọc Dung (Bộ trưởng Bộ Lao động – Thương binh và Xã hội trước sáp nhập). Trên thực tế số lượng người trong nội các chính phủ đã sụt giảm từ 27 còn về 24 thay vì 25 thành viên, do Bùi Thanh Sơn đảm nhận hai vai trò Phó Thủ tướng và Bộ trưởng Bộ Ngoại giao. Số lượng chi nhánh của Ngân hàng Nhà nước Việt Nam cũng được sụt giảm từ 63 tỉnh, thành xuống còn 15 khu vực.
| STT                                         | Tên bộ phận trước cải cách                                                       | Hình thức                  | Tên bộ phận sau cải cách        | T.k                        |
| Bộ và các cơ quan ngang bộ                  | Bộ và các cơ quan ngang bộ                                                       | Bộ và các cơ quan ngang bộ | Bộ và các cơ quan ngang bộ      | Bộ và các cơ quan ngang bộ |
| ------------------------------------------- | -------------------------------------------------------------------------------- | -------------------------- | ------------------------------- | -------------------------- |
| 1                                           | Bộ Kế hoạch và Đầu tư                                                            | Sáp nhập                   | Bộ Tài chính                    | [ 35 ]                     |
| 2                                           | Bộ Tài chính                                                                     | Sáp nhập                   | Bộ Tài chính                    | [ 35 ]                     |
| 3                                           | Ủy ban Dân tộc                                                                   | Sáp nhập                   | Bộ Dân tộc và Tôn giáo          | [ 35 ]                     |
| 4                                           | Hoạt động quản lý nhà nước về tôn giáo (Ban Tôn giáo Chính phủ thuộc Bộ Nội vụ)  | Chuyển về                  | Bộ Dân tộc và Tôn giáo          | [ 35 ]                     |
| 4                                           | Bộ Nội vụ                                                                        | Sáp nhập                   | Bộ Nội vụ                       | [ 35 ]                     |
| 5                                           | Bộ Lao động – Thương binh và Xã hội                                              | Sáp nhập                   | Bộ Nội vụ                       | [ 35 ]                     |
| 5                                           | Hoạt động quản lý nhà nước về cai nghiện ma túy và quản lý sau cai nghiện ma túy | Chuyển về                  | Bộ Công an                      | [ 43 ]                     |
| 5                                           | Hoạt động quản lý nhà nước về bảo trợ xã hội, trẻ em, phòng chống tệ nạn xã hội  | Chuyển về                  | Bộ Y tế                         | [ 34 ]                     |
| 5                                           | Hoạt động quản lý nhà nước về giáo dục nghề nghiệp                               | Chuyển về                  | Bộ Giáo dục và Đào tạo          | [ 34 ]                     |
| 5                                           | Hoạt động quản lý nhà nước về giảm nghèo                                         | Chuyển về                  | Bộ Nông nghiệp và Môi trường    | [ 35 ]                     |
| 6                                           | Bộ Nông nghiệp và Phát triển nông thôn                                           | Sáp nhập                   | Bộ Nông nghiệp và Môi trường    | [ 35 ]                     |
| 7                                           | Bộ Tài nguyên và Môi trường                                                      | Sáp nhập                   | Bộ Nông nghiệp và Môi trường    | [ 35 ]                     |
| 8                                           | Bộ Giao thông Vận tải                                                            | Sáp nhập                   | Bộ Xây dựng                     | [ 35 ]                     |
| 9                                           | Bộ Xây dựng                                                                      | Sáp nhập                   | Bộ Xây dựng                     | [ 35 ]                     |
| 10                                          | Bộ Khoa học và Công nghệ                                                         | Sáp nhập                   | Bộ Khoa học và Công nghệ        | [ 35 ]                     |
| 11                                          | Bộ Thông tin và Truyền thông                                                     | Sáp nhập                   | Bộ Khoa học và Công nghệ        | [ 35 ]                     |
| 11                                          | Hoạt động quản lý nhà nước về báo chí, xuất bản                                  | Chuyển về                  | Bộ Văn hóa, Thể thao và Du lịch | [ 35 ]                     |
| Cơ quan thuộc Chính phủ và các tổ chức khác |                                                                                  |                            |                                 |                            |
| 1                                           | Ủy ban Quản lý vốn nhà nước tại doanh nghiệp                                     | Giải thể                   | —                               | [ 38 ]                     |
| 1                                           | Quyền quản lý Tổng công ty Viễn thông Mobifone                                   | Chuyển về                  | Bộ Công an                      | [ 38 ]                     |
| 1                                           | Quyền quản lý 18 tập đoàn, tổng công ty khác                                     | Chuyển về                  | Bộ Tài chính                    | [ 38 ]                     |
| 2                                           | Bảo hiểm Xã hội Việt Nam                                                         | Chuyển về                  | Bộ Tài chính                    | [ 38 ]                     |
| 3                                           | Ban Quản lý Lăng Chủ tịch Hồ Chí Minh                                            | Chuyển về                  | Bộ Quốc phòng                   | [ 38 ]                     |
| 4                                           | Ủy ban Giám sát tài chính quốc gia                                               | Giải thể                   | —                               | [ 38 ]                     |
| 5                                           | Đại học Quốc gia Hà Nội                                                          | Chuyển về                  | Bộ Giáo dục và Đào tạo          | [ 38 ]                     |
| 6                                           | Đại học Quốc gia Thành phố Hồ Chí Minh                                           | Chuyển về                  | Bộ Giáo dục và Đào tạo          | [ 38 ]                     |

Chú thích
In đậm: Tỉnh, thành đặt trụ sở chính của khu vực.
| Khu vực | Tỉnh, thành                                                   |
| ------- | ------------------------------------------------------------- |
| 1       | Hà Nội                                                        |
| 2       | Thành phố Hồ Chí Minh                                         |
| 3       | Sơn La, Điện Biên, Lai Châu, Hòa Bình                         |
| 4       | Phú Thọ, Vĩnh Phúc, Tuyên Quang, Hà Giang, Lào Cai, Yên Bái   |
| 5       | Thái Nguyên, Bắc Ninh, Cao Bằng, Lạng Sơn, Bắc Giang, Bắc Kạn |
| 6       | Hải Phòng, Hải Dương, Hưng Yên, Quảng Ninh, Thái Bình         |
| 7       | Thanh Hóa, Nam Định, Hà Nam, Ninh Bình                        |
| 8       | Nghệ An, Hà Tĩnh, Quảng Bình                                  |
| 9       | Đà Nẵng, Quảng Trị, Huế, Quảng Nam, Quảng Ngãi                |
| 10      | Khánh Hòa, Bình Định, Phú Yên, Ninh Thuận, Bình Thuận         |
| 11      | Đắk Lắk, Kon Tum, Gia Lai, Đắk Nông, Lâm Đồng                 |
| 12      | Đồng Nai, Bà Rịa – Vũng Tàu, Bình Dương, Bình Phước, Tây Ninh |
| 13      | Tiền Giang, Long An, Bến Tre, Trà Vinh                        |
| 14      | Cần Thơ, Hậu Giang, Sóc Trăng, Bạc Liêu, Vĩnh Long            |
| 15      | Kiên Giang, An Giang, Đồng Tháp, Cà Mau                       |

| Khu vực | Tỉnh, thành                                         |
| ------- | --------------------------------------------------- |
| 1       | Hà Nội, Hòa Bình                                    |
| 2       | Thành phố Hồ Chí Minh                               |
| 3       | Hải Phòng, Quảng Ninh                               |
| 4       | Hưng Yên, Hà Nam, Nam Định, Ninh Bình               |
| 5       | Bắc Ninh, Hải Dương, Thái Bình                      |
| 6       | Bắc Giang, Lạng Sơn, Bắc Kạn, Cao Bằng              |
| 7       | Thái Nguyên, Tuyên Quang, Hà Giang                  |
| 8       | Vĩnh Phúc, Phú Thọ, Yên Bái, Lào Cai                |
| 9       | Sơn La, Điện Biên, Lai Châu                         |
| 10      | Thanh Hoá, Nghệ An                                  |
| 11      | Hà Tĩnh, Quảng Bình, Quảng Trị                      |
| 12      | Huế, Đà Nẵng, Quảng Nam, Quảng Ngãi                 |
| 13      | Bình Định, Phú Yên, Khánh Hoà, Lâm Đồng             |
| 14      | Gia Lai, Kon Tum, Đắk Lắk, Đắk Nông                 |
| 15      | Ninh Thuận, Bình Thuận; Đồng Nai, Bà Rịa – Vũng Tàu |
| 16      | Bình Dương, Bình Phước, Tây Ninh                    |
| 17      | Long An, Tiền Giang, Vĩnh Long                      |
| 18      | Trà Vinh, Bến Tre, Sóc Trăng                        |
| 19      | An Giang, Đồng Tháp, Cần Thơ, Hậu Giang             |
| 20      | Kiên Giang, Cà Mau, Bạc Liêu                        |

### Truyền thông – báo chí
Vào ngày 4 tháng 12 năm 2024, Bộ Nội vụ thông tin sẽ kết thúc hoạt động của Truyền hình Nhân Dân, Truyền hình Quốc hội, Truyền hình Thông tấn, Truyền hình VOV, Truyền hình VTC và chuyển các chức năng, nhiệm vụ của các truyền hình giải thể về Đài Truyền hình Việt Nam (VTV). Chính phủ cũng giao lại cho VTV chủ động xây dựng Đề án tiếp nhận lại các đài đã bị giải thể. Trong khi đó, các báo, tạp chí của các bộ, cơ quan ngang bộ được yêu cầu sắp xếp lại để mỗi tổ chức chỉ tồn tại một cơ quan báo và một tạp chí khoa học chuyên ngành. Đối với các bộ bị sáp nhập, trường hợp có hai cơ quan báo đang tự chủ thì sẽ duy trì và thực hiện sắp xếp theo cấp có thẩm quyền. Trước ngày 15 tháng 12, các tạp chí trong các cơ quan, đơn vị của Đảng ở Trung ương phải kết thúc hoạt động để chuyển chức năng, nhiệm vụ về Tạp chí Cộng sản và kết thúc hoạt động của báo điện tử Đảng Cộng sản Việt Nam, chuyển về báo Nhân Dân.
Sau khi cơ quan chủ quản Bộ Thông tin và Truyền thông sáp nhập với Bộ Khoa học và Công nghệ, Văn phòng Chính phủ đã yêu cầu nghiên cứu, sắp xếp VietNamNet và VnExpress thành một. Tuy nhiên, đến ngày 3 tháng 3, thay vì sáp nhập, chính phủ đã quyết định chuyển VietNamNet về Bộ Dân tộc và Tôn giáo làm chủ quản.
Các báo chí ở các tỉnh đi theo 2 mô hình, có nơi chỉ còn 1 cơ quan duy nhất như tỉnh Quảng Ninh và tỉnh Bình Phước, có nơi còn 2 cơ quan là Đài Phát thanh – Truyền hình tỉnh và báo của tỉnh (sáp nhập toàn bộ các báo, tạp chí, trang tin của tỉnh). Riêng Hà Nội và TP HCM có một số trường hợp đặc biệt tạm tồn tại đến 2030.
| STT                        | Cơ quan truyền thông trước cải cách                                          | Hình thức                  | Cơ quan truyền thông sau cải cách          | T.k                        |
| Bộ và các cơ quan ngang bộ | Bộ và các cơ quan ngang bộ                                                   | Bộ và các cơ quan ngang bộ | Bộ và các cơ quan ngang bộ                 | Bộ và các cơ quan ngang bộ |
| -------------------------- | ---------------------------------------------------------------------------- | -------------------------- | ------------------------------------------ | -------------------------- |
| 1                          | Truyền hình Nhân Dân                                                         | Giải thể về                | Đài Truyền hình Việt Nam                   | [ 45 ]                     |
| 2                          | Truyền hình Quốc hội                                                         | Giải thể về                | Đài Truyền hình Việt Nam                   | [ 45 ]                     |
| 3                          | Truyền hình Thông tấn                                                        | Giải thể về                | Đài Truyền hình Việt Nam                   | [ 45 ]                     |
| 4                          | Truyền hình VOV                                                              | Giải thể về                | Đài Truyền hình Việt Nam                   | [ 45 ]                     |
| 5                          | Truyền hình VTC                                                              | Giải thể về                | Đài Truyền hình Việt Nam                   | [ 45 ]                     |
| 6                          | Báo điện tử Đảng Cộng sản Việt Nam                                           | Chuyển về                  | Báo Nhân Dân                               | [ 46 ]                     |
| 7                          | Báo VietNamNet (Bộ Thông tin và Truyền thông)                                | Chuyển về                  | Báo VietNamNet (Bộ Dân tộc và Tôn giáo)    | [ 48 ]                     |
| 8                          | Thời báo Tài chính Việt Nam (Bộ Tài chính)                                   | Sáp nhập                   | Báo Tài chính – Đầu tư (Bộ Tài chính)      | [ 50 ]                     |
| 9                          | Báo Đầu tư (Bộ Tài chính)                                                    | Sáp nhập                   | Báo Tài chính – Đầu tư (Bộ Tài chính)      | [ 50 ]                     |
| 10                         | Báo Đấu thầu (Cục Quản lý đấu thầu)                                          | Sáp nhập                   | Báo Tài chính – Đầu tư (Bộ Tài chính)      | [ 50 ]                     |
| 11                         | Tạp chí Tài chính (Bộ Tài chính)                                             | Sáp nhập                   | Tạp chí Kinh tế – Tài chính (Bộ Tài chính) | [ 50 ]                     |
| 12                         | Báo Hải quan (Tổng cục Hải quan)                                             | Sáp nhập                   | Tạp chí Kinh tế – Tài chính (Bộ Tài chính) | [ 50 ]                     |
| 13                         | Tạp chí Thuế (Tổng cục Thuế)                                                 | Sáp nhập                   | Tạp chí Kinh tế – Tài chính (Bộ Tài chính) | [ 50 ]                     |
| 14                         | Tạp chí Chứng khoán (Ủy ban Chứng khoán Nhà nước)                            | Sáp nhập                   | Tạp chí Kinh tế – Tài chính (Bộ Tài chính) | [ 50 ]                     |
| 15                         | Tạp chí Quản lý Ngân quỹ Quốc gia (Kho bạc Nhà nước)                         | Sáp nhập                   | Tạp chí Kinh tế – Tài chính (Bộ Tài chính) | [ 50 ]                     |
| 16                         | Tạp chí Kinh tế và Dự báo (Viện Chiến lược phát triển)                       | Sáp nhập                   | Tạp chí Kinh tế – Tài chính (Bộ Tài chính) | [ 50 ]                     |
| 17                         | Tạp chí Con số và Sự kiện (Tổng cục Thống kê)                                | Sáp nhập                   | Tạp chí Kinh tế – Tài chính (Bộ Tài chính) | [ 50 ]                     |
| 18                         | Tạp chí Bảo hiểm xã hội (Bảo hiểm Xã hội Việt Nam)                           | Sáp nhập                   | Tạp chí Kinh tế – Tài chính (Bộ Tài chính) | [ 50 ]                     |
| 19                         | Tạp chí Kinh tế Tài chính Việt Nam (Viện Chiến lược và Chính sách tài chính) | Sáp nhập                   | Tạp chí Kinh tế – Tài chính (Bộ Tài chính) |                            |
| 20                         | Báo Dân trí (Bộ Lao động – Thương binh và Xã hội)                            | Chuyển về                  | Báo Dân trí (Bộ Nội vụ)                    | [ 51 ]                     |

### Chính quyền địa phương
Ở cấp độ địa phương cũng đã có những đề xuất sáp nhập, giải thể các ban, cơ quan, ban chỉ đạo hay các cơ quan chuyên môn từ cấp tỉnh đến cấp huyện tương tự như mô hình ở Trung ương. Đối với vị trí này, Ban Chỉ đạo của Chính phủ yêu cầu thực hiện từ ngày 18 đến ngày 20 tháng 2 năm 2025. Các địa phương cũng được yêu cầu giữ tên Sở Tài chính sau khi hợp nhất với Sở Kế hoạch và Đầu tư, giữ tên Sở Nội vụ sau khi sáp nhập với Sở Lao động – Thương binh và Xã hội, giữ tên Sở Xây dựng sau khi sáp nhập với Sở Giao thông vận tải và Sở Quy hoạch và Kiến trúc nếu có, giữ tên Sở Khoa học và Công nghệ sau khi sáp nhập với Sở Thông tin và Truyền thông, giữ tên Sở Văn hóa, Thể thao và Du lịch sau khi tiếp nhận chức năng quản lý nhà nước về báo chí từ Sở Thông tin và Truyền thông. Đồng thời, thành lập Sở Dân tộc và Tôn giáo dựa trên Ban Dân tộc và quản lý nhà nước về tôn giáo của Sở Nội vụ. Các sở, ngành khác vẫn giữ nguyên tên như Ban Chỉ đạo của Chính phủ bao gồm đối với TP HCM và Hà Nội là Sở Du lịch, Sở Quy hoạch và Kiến trúc và Sở An toàn thực phẩm đối với một số địa phương đặc thù. Tuy nhiên, các tỉnh, thành phải đảm bảo không vượt quá 13 sở, với tỉnh loại 1 có đặc thù không vượt quá 14 sở.
Ở đơn vị cấp huyện, địa phương phải giữ tên Phòng Nội vụ sau khi sáp nhập với Phòng Lao động – Thương binh và Xã hội. Đồng thời, thành lập Phòng Dân tộc và Tôn giáo dựa trên Phòng Dân tộc và chức năng quản lý nhà nước về tôn giáo từ Phòng Nội vụ. Các cơ quan còn lại giữ tên theo định hướng Ban Chỉ đạo bao gồm: Phòng Tư pháp; Phòng Tài chính – Kế hoạch; Thanh tra huyện; Văn phòng HDND và UBND cấp huyện; Phòng Kinh tế, Hạ tầng và Đô thị; Phòng Văn hóa, Khoa học và Thông tin; Phòng Nông nghiệp và Môi trường (đối với cơ sở cấp quận là Phòng Tài nguyên và Môi trường); Phòng Y tế; Phòng Giáo dục và Đào tạo. Ngoài ra, từ chỉ đạo của Tổng Bí thư Tô Lâm, bộ máy Công an sẽ hoạt động theo mô hình 3 cấp "bộ, tỉnh, xã" và giải thể công an cấp huyện. Xu hướng này được Ban Chấp hành Trung ương đặt tên là "tỉnh toàn diện; xã vững mạnh, bám cơ sở". Tuy nhiên, đối với các huyện đảo sẽ vẫn có đồn công an do không tồn tại đơn vị hành chính cấp xã. Trường hợp của Tòa án nhân dân và Viện Kiểm sát nhân dân cũng được đề xuất nghiên cứu bỏ cấp huyện và báo cáo về Bộ Chính trị trong quý 2 năm 2025.
Đến ngày 1 tháng 3, 694 cơ quan công an cấp huyện cùng 6.000 đội nghiệp vụ trực thuộc các cơ quan này đã chính thức ngừng hoạt động.
Cấp xã xác định sẽ lớn lên "như một huyện nhỏ". Các xã sẽ có trung tâm hành chính công, sẽ thực hiện nhiều chức năng của huyện chuyển về.

#### Thành phố Hồ Chí Minh
Riêng đối với trường hợp của Thành phố Hồ Chí Minh, sẽ thành lập mới Sở Giao thông Công chánh trên cơ sở tổ chức từ Sở Giao thông Vận tải và Ban An toàn giao thông từ Sở Xây dựng và sáp nhập Sở Nông nghiệp và Phát triển nông thôn với Sở Tài nguyên và Môi trường để thành lập Sở Tài nguyên và Môi trường. Như vậy, đối với cơ quan chuyên môn thuộc chính quyền Ủy ban nhân dân Thành phố Hồ Chí Minh sẽ còn lại từ 21 xuống 16 bao gồm: Sở Tài chính, Sở Nội vụ, Sở Xây dựng, Sở Giao thông Công chánh, Sở Khoa học và Công nghệ, Sở Văn hóa và Thể thao, Sở Du lịch, Sở Dân tộc và Tôn giáo, Sở Tài nguyên và Môi trường, Sở Y tế, Sở Giáo dục và Đào tạo, Sở Tư pháp, Sở Công thương, Sở An toàn thực phẩm, Văn phòng UBND Thành phố và Thanh tra Thành phố. Đối với Thành phố Thủ Đức, số phòng giảm còn từ 16 xuống 14, các quận, huyện còn lại của thành phố giảm từ 12 xuống 10.

### Thay đổi hành chính
Vào ngày 14 tháng 2, trong Kết luận số 126–KL/TW của Bộ Chính trị đã xuất hiện thêm yêu cầu nghiên cứu loại bỏ cấp hành chính trung gian là cấp huyện và sáp nhập một số đơn vị hành chính cấp tỉnh. Cùng với việc sáp nhập địa giới hành chính cấp tỉnh và cấp xã, trong phiên họp ngày 28 tháng 2, Bộ Chính Trị Việt Nam cũng đã yêu cầu xây dựng đề án không tổ chức cấp huyện. Do tổ chức hành chính cấp huyện, Hiến pháp Việt Nam cũng phải sửa đổi và được giao cho Đảng ủy Quốc hội, Đảng ủy Chính phủ chỉ đạo nghiên cứu và bổ sung, hoàn thành một số điều của Hiến pháp chậm nhất ngày 30 tháng 6 năm 2025. Trong khi đó, các ý kiến về vấn đề sáp nhập các tỉnh thành cũng đã được đưa ra trên các trang truyền thông Việt Nam bao gồm việc: sáp nhập còn trên dưới 40 tỉnh, thành; mở rộng địa giới hành chính của các thành phố trực thuộc trung ương; sáp nhập các tỉnh có điều kiện tương đồng;... Đến ngày 24 tháng 3, số lượng tỉnh, thành sáp nhập được thông tin còn 34 đơn vị. Trong đó, dự thảo Luật Tổ chức chính quyền địa phương (sửa đổi) đề xuất mô hình chính quyền địa phương 2 cấp bao gồm: cấp tỉnh với tỉnh, thành phố trực thuộc trung ương; và cấp cơ sở với xã, phường và đặc khu.

### Hệ thống tổ chứcToà án nhân dân,Viện kiểm sát nhân dâncác cấp
Theo Nghị quyết Hội nghị lần thứ 11 Ban Chấp hành Trung ương Đảng khóa XIII, có quyết nghị "Về hệ thống tổ chức Toà án nhân dân, Viện kiểm sát nhân dân các cấp: Đồng ý chủ trương sắp xếp, tinh gọn bộ máy Toà án nhân dân, Viện Kiểm sát nhân dân; hệ thống tổ chức Toà án nhân dân, Viện Kiểm sát nhân dân có 3 cấp: Toà án nhân dân và Viện Kiểm sát nhân dân tối cao, cấp tỉnh, cấp khu vực. Kết thúc hoạt động của Toà án nhân dân, Viện Kiểm sát nhân dân cấp cao và Toà án nhân dân, Viện Kiểm sát nhân dân cấp huyện.

### Quân đội thực hiện tinh gọn mạnh
Bộ trưởng Bộ Quốc phòng, Đại tướng Phan Văn Giang cho biết quân đội đã thực hiện việc tinh gọn từ sớm và khẳng định quân đội tiếp tục điều chỉnh tổ chức lực lượng theo hướng tinh, gọn, mạnh. Tổ chức quân đội được điều chỉnh theo hướng tinh, gọn, mạnh, phù hợp với đường lối quốc phòng toàn dân, chiến tranh nhân dân; nâng cao chất lượng nguồn nhân lực, từng bước trang bị các loại vũ khí mới, hiện đại; có cơ cấu và quân số hợp lý, bảo đảm cân đối, đồng bộ giữa các thành phần lực lượng, có chất lượng tổng hợp, sức mạnh, trình độ, khả năng sẵn sàng chiến đấu ngày càng cao, đáp ứng yêu cầu sự nghiệp củng cố quốc phòng, bảo vệ vững chắc Tổ quốc trong tình hình mới.
Để triển khai tinh gọn trong quân đội, có một số chính sách cụ thể đã được đề ra. Cục Chính sách, Bộ Quốc phòng đã nghiên cứu, xây dựng dự thảo tờ trình, dự thảo thông tư của bộ trưởng Bộ Quốc phòng hướng dẫn thực hiện chính sách, chế độ đối với sĩ quan, quân nhân chuyên nghiệp, công nhân và viên chức quốc phòng, người làm công tác cơ yếu hưởng lương như đối với quân nhân trong thực hiện sắp xếp, tinh gọn tổ chức bộ máy trong quân đội. Trong đó, đáng chú ý cách tính hưởng chính sách đối với các trường hợp nghỉ hưu trước tuổi theo điều khoản cụ thể tại thông tư này. Thí dụ người mang quân hàm Đại tá quân đội có thể nhận hơn 2,4 tỉ đồng khi nghỉ hưu trước tuổi.

### Giáo hội Phật giáo Việt Nam tinh giản bộ máy
Trong một thông báo chính thức vào cuối tháng 3/2025, Giáo hội Phật giáo Việt Nam cũng tuyên bố triển khai tinh gọn theo chủ trương của Nhà nước, sẽ không còn Giáo hội cấp huyện, thay vào đó sẽ có đại diện theo phường, xã để dễ quản lý. Nội dung này được Trưởng lão Hòa thượng Thích Thiện Nhơn, Phó Pháp chủ Hội đồng Chứng minh, Chủ tịch Hội đồng Trị sự kiêm Trưởng ban Tăng sự Trung ương nhấn mạnh tại hội nghị sinh hoạt giáo hội các tỉnh thành phía Nam diễn ra tại TPHCM vào ngày 21/3. Theo Giác Ngộ Online, tại hội nghị, Hội đồng Trị sự cũng đề ra chương trình hoạt động Phật sự quý II năm nay với 6 điểm trọng tâm như: tiếp tục triển khai Nghị quyết và mục tiêu phương hướng hoạt động Phật sự Đại hội IX; triển khai tổ chức Đại lễ Phật đản, An cư kiết hạ Phật lịch 2569; trình đề án tinh gọn bộ máy hành chính Giáo hội,...
Về vấn đề tinh gọn hệ thống bộ máy Giáo hội được tiến hành từng bước tiến tới còn 3 cấp: trung ương, tỉnh và xã/ phường.

## Biên niên sử sự kiện
2014-2016: Thủ tướng Chính phủ Nguyễn Tấn Dũng nhiều lần đề cập đến và kêu gọi một cuộc "cải cách thể chế" toàn diện nhằm giúp đất nước phát triển trong giai đoạn mới.
Ngày 25/10/2017: tại Hà Nội, Hội nghị lần thứ 6, Ban Chấp hành Trung ương Đảng khóa XII do Tổng bí thư Nguyễn Phú Trọng chủ trì, đã ra Nghị quyết số 18/NQ-TW về Một số vấn đề về tiếp tục đổi mới, sắp xếp tổ chức bộ máy của hệ thống chính trị tinh gọn, hoạt động hiệu lực, hiệu quả. Trong đó nêu rõ các khung khổ quan trọng nhất, có tính chất nền tảng cho việc Cải cách thể chế. Chỉ rõ (1) Nhiệm vụ, giải pháp chung đối với toàn bộ hệ thống chính trị (2) Nhiệm vụ, giải pháp cụ thể: Đối với hệ thống tổ chức của Đảng; Đối với hệ thống tổ chức của Nhà nước ở Trung ương; Đối với chính quyền địa phương; Đối với Mặt trận Tổ quốc, các đoàn thể chính trị - xã hội và hội quần chúng; Tổ chức thực hiện ra sao.
Ngày 7/8/2018: Việc thực hiện cải cách thể chế được thử nghiệm dạng sandbox để thực nghiệm và rút kinh nghiệm, hoàn chỉnh cách làm đã công bố kết quả ban đầu là Từ 6/8/2018, Bộ Công an, lúc này lãnh đạo là Bộ trưởng Tô Lâm  chính thức xóa bỏ cấp trung gian gồm 6 tổng cục. Ngoài ra, hơn 60 đơn vị cấp cục được tinh giảm khi thực hiện sắp xếp, tinh giản tổ chức bộ máy. Việc sắp xếp, tinh giảm này theo công bố đã giảm được chi phí hơn 1.000 tỷ đồng mỗi năm.
Ngày 03/08/2024: Ban Chấp hành Trung ương Đảng khóa XIII đã họp và bầu Chủ tịch nước Tô Lâm làm Tổng Bí thư khoá XIII của Đảng cộng sản Việt Nam với 100% phiếu tán thành.
Ngày 21/10/2024: Đúng 80 ngày sau khi nhậm chức, Tổng Bí thư,Chủ tịch nước Tô Lâm đã có bài phát biểu ngay sau phát biểu khai mạc Kỳ họp thứ 8, Quốc hội khóa XV Theo Tổng Bí thư, Chủ tịch nước Tô Lâm, trong 3 điểm nghẽn lớn nhất hiện nay là thể chế, hạ tầng và nhân lực thì thể chế là "điểm nghẽn" của "điểm nghẽn". Đây là sự kiện khởi đầu của cuộc cải cách này.
Ngày 13/11/2024: Tổng Bí thư Tô Lâm tuyên bố: "Đổi mới thể chế là đột phá để khơi thông điểm nghẽn". Ngày 13/11/2024, tại trụ sở Trung ương Đảng, Tổng Bí thư Tô Lâm đã chủ trì làm việc với Tiểu ban Kinh tế - xã hội Đại hội XIV của Đảng. Ông yêu cầu "Xây dựng kịch bản tăng trưởng ở mức cao nhất" và nhấn mạnh trong kết luận "Đặc biệt, quan tâm đổi mới, hoàn thiện, nâng cao chất lượng thể chế phát triển nói chung, thể chế kinh tế thị trường định hướng xã hội chủ nghĩa nói riêng, coi đây là đột phá quan trọng nhất để khơi thông các điểm nghẽn, giải phóng mọi nguồn lực thúc đẩy phát triển kinh tế - xã hội".
Ngày 24/01/2025: Ban hành Kết luận số 121-KL/TW của Ban Chấp hành Trung ương Đảng, trong đó nêu rõ quyết tâm và cách thực hiện sắp xếp lại bộ máy của từng cơ quan Đảng, Quốc hội, Chính phủ ra sao. Đây là cơ sở cho bước đi sắp xếp sau đó.. Văn bản này có link tải tại trang sau 
Ngày 14/2/2025: Ban hành Kết luận 126 của Bộ Chính trị, Ban Bí thư về một số nội dung, nhiệm vụ tiếp tục sắp xếp, tinh gọn tổ chức bộ máy của hệ thống chính trị năm 2025. Trong đó đôn đóc thực hiện các nghị quyết trước đó, nhất là Kết luận số 121 của BCH TW Đảng. Kết luận này cũng đề ra việc cần "Hoàn thiện mô hình của hệ thống chính trị", đồng thời giao cho Tiểu ban Văn kiện và các tiểu ban Đại hội XIV của Đảng tiếp thu các nội dung liên quan về sắp xếp tổ chức bộ máy, các định hướng hoàn thiện mô hình tổ chức của hệ thống chính trị để đưa vào dự thảo các văn kiện Đại hội, nhất là Dự thảo Báo cáo chính trị và dự thảo Nghị quyết Đại hội XIV của Đảng về chủ trương, định hướng sửa đổi, bổ sung Điều lệ Đảng, Cương lĩnh, Hiến pháp (nếu cần) để có cơ sở triển khai thực hiện trong nhiệm kỳ tới.
Ngày 21/03/2025: Giáo hội Phật giáo Việt Nam cũng tuyên bố thực hiện tinh gọn, bỏ cấp huyện/ quận và lược bỏ nhiều sự kiện có thể làm tốn nguồn lực trong năm. Thượng tọa Thích Đức Thiện, Phó chủ tịch kiêm Tổng thư ký Hội đồng Trị sự Giáo hội Phật giáo Việt Nam, thông báo ngày 31/03/2025 ban hành văn bản hướng dẫn tinh gọn bộ máy hành chính và xây dựng mô hình Giáo hội địa phương hai cấp. Theo đó, Giáo hội Phật giáo sẽ chỉ còn cấp tỉnh, thành phố và cấp cơ sở, không còn Ban Trị sự Giáo hội Phật giáo cấp huyện. Đại hội đại biểu Phật giáo cấp huyện cũng sẽ dừng tổ chức.
Ngày 27/3/2025: Bộ Chính trị và Ban Bí thư đã đồng ý chấm dứt hoạt động của Thanh tra các bộ và Thanh tra cấp huyện, thuộc Đề án sắp xếp tổ chức bộ máy hệ thống chính trị năm 2025. Quyết định này nhằm tinh gọn bộ máy, nâng cao hiệu quả hoạt động thanh tra, chuyển nhiệm vụ thanh tra hành chính sang Thanh tra tỉnh, đồng thời tăng cường thanh tra chuyên ngành tại các sở. Thanh tra Chính phủ sẽ tập trung vào nhiệm vụ quản lý nhà nước và thanh tra diện rộng. Việc bàn giao công việc từ Thanh tra bộ và Thanh tra huyện dự kiến hoàn tất trước ngày 1/7/2025, đảm bảo không ảnh hưởng đến hoạt động quản lý và quyền lợi người dân. Đây là bước triển khai Kết luận 126-KL/TW về tinh gọn hệ thống chính trị.
12/4/2025: Hội nghị lần thứ 11 Ban Chấp hành Trung ương Đảng khóa XIII họp từ ngày 10/4 đến ngày 12/4/2025 tại Thủ đô Hà Nội đã quyết nghị nhiều vấn đề, ban hành trong Nghị quyết số 60-NQ/TW ngày 12/4/2025 Hội nghị lần thứ 11 Ban Chấp hành Trung ương Đảng khóa XIII - trong đó có điểm thứ 5 và thứ 8 liên quan đến cải cách thể chế. Theo đó, điểm số 8 là "Thống nhất chủ trương sửa đổi, bổ sung Hiến pháp, pháp luật của Nhà nước liên quan đến các quy định về Mặt trận Tổ quốc Việt Nam, các tổ chức chính trị-xã hội; các quy định về chính quyền địa phương phục vụ việc sắp xếp tổ chức bộ máy của hệ thống chính trị; bảo đảm hoàn thành trước ngày 30/6/2025, có hiệu lực từ ngày 01/7/2025; quy định thời gian chuyển tiếp để bảo đảm hoạt động thông suốt, không gián đoạn, phù hợp với lộ trình dự kiến sắp xếp, sáp nhập".
Điểm số 5 có nội dung (1) Đồng ý chủ trương tổ chức chính quyền địa phương 2 cấp: Cấp tỉnh (tỉnh, thành phố trực thuộc Trung ương), cấp xã (xã, phường, đặc khu trực thuộc tỉnh, thành phố); kết thúc hoạt động của đơn vị hành chính cấp huyện từ ngày 01/7/2025 sau khi Nghị quyết sửa đổi, bổ sung một số điều của Hiến pháp năm 2013 và Luật Tổ chức chính quyền địa phương năm 2025 (sửa đổi) có hiệu lực thi hành.(2) Đồng ý số lượng đơn vị hành chính cấp tỉnh sau sáp nhập là 34 tỉnh, thành phố (28 tỉnh và 6 thành phố trực thuộc Trung ương); tên gọi và trung tâm chính trị-hành chính của đơn vị hành chính cấp tỉnh sau sắp xếp được xác định theo các nguyên tắc nêu tại Tờ trình và Đề án của Đảng uỷ Chính phủ (Danh sách chi tiết kèm theo).(3) Đồng ý sáp nhập đơn vị hành chính cấp xã bảo đảm cả nước giảm khoảng 60-70% số lượng đơn vị hành chính cấp xã so với hiện nay.
Ngày 01/05/2025: Tổng Bí thư Tô Lâm ký ban hành Nghị quyết số 66 về đổi mới công tác xây dựng và thi hành pháp luật đáp ứng yêu cầu phát triển đất nước trong kỷ nguyên mới. Nghị quyết đặt ra mục tiêu đến năm 2030, Việt Nam có hệ thống pháp luật dân chủ, công bằng, đồng bộ, thống nhất, công khai, minh bạch, khả thi; có cơ chế tổ chức thực hiện nghiêm minh, nhất quán, bảo đảm cơ sở pháp lý cho hoạt động bình thường, liên tục, thông suốt của các cơ quan sau sắp xếp tổ chức bộ máy.
Cùng ngày, Bộ Chính trị ban hành quyết định số 288 thành lập Ban chỉ đạo Trung ương về hoàn thiện thể chế, pháp luật. Ban chỉ đạo sẽ trực thuộc Bộ Chính trị, do Tổng Bí thư Tô Lâm làm Trưởng ban, Thủ tướng Phạm Minh Chính và Chủ tịch Quốc hội Trần Thanh Mẫn làm Phó trưởng ban.

## Kết quả cải cách

### Dự chi và đầu tư cho cải cách
Theo Bộ Nội vụ, dự kiến cần 130.000 tỷ đồng để thực hiện các chính sách, chế độ nêu trên do ngân sách nhà nước cấp và nguồn thu của đơn vị sự nghiệp công lập.
Cụ thể, có 111.000 tỷ đồng chi trả chính sách, chế độ đối với cán bộ; 4.000 tỷ đồng chi trả chính sách, chế độ đối với người lao động; 9.000 tỷ đồng chi trả chính sách, chế độ đối với cán bộ, công chức cấp xã; 4.000 tỷ đồng kinh phí đóng bảo hiểm xã hội và 2.000 tỷ đồng kinh phí đào tạo, bồi dưỡng.
Bộ Nội vụ cũng thông tin rằng ngân sách nhà nước đã bố trí kinh phí để thực hiện chính sách tinh giản biên chế theo Nghị định số 29/2023/NĐ-CP (đang được bố trí trong dự toán chi thường xuyên của các cơ quan, tổ chức, đơn vị) và các khoản chi chế độ, chính sách liên quan đến cán bộ, lãnh đạo quản lý...
Trong 5 năm, ngân sách nhà nước dự kiến tiết kiệm chi khoảng 113.000 tỷ đồng. Cộng với tiết kiệm các khoản về trụ sở, xe máy, phương tiện... ở hàng trăm ngàn đầu mối quản lý thì có thể thấy chỉ cần 5 năm đã có hiệu quả bằng số tiền kinh phí chi ra giải quyết chế độ chính sách nói trên.

### Công sản, trụ sở dôi dư từ cải cách
Sau sáp nhập tỉnh, cả nước dôi dư 4.226 trụ sở của các cơ quan ban ngành. Theo phương án mà Chính phủ trình, UBND cấp tỉnh tổ chức tối đa 14 sở và tương đương. Đối với TP HCM, địa phương này được tổ chức tối đa 15 sở và tương đương. Trước tinh giảm, sáp nhập, tổng biên chế được giao của 52 tỉnh, thành thực hiện sắp xếp là 937.935 người, trong đó có 37.447 cán bộ, 130.705 công chức, 769.783 viên chức. Cũng theo đề án, sau sắp xếp, số lượng cán bộ, công chức, viên chức cấp tỉnh tối đa không vượt quá tổng số cán bộ, công chức, viên chức trước sắp xếp. Trong 5 năm, thực hiện tinh giản biên chế gắn với cơ cấu lại, nâng cao chất lượng đội ngũ.
Tổng hợp theo số liệu báo cáo tại đề án của các tỉnh, thành, tổng số trụ sở công cấp tỉnh của 52 tỉnh, thành thực hiện sắp xếp là: 38.182 trụ sở. Số lượng trụ sở công dự kiến tiếp tục sử dụng là: 33.956 trụ sở. Số lượng trụ sở công dự kiến dôi dư là 4.226 trụ sở. Chủ trương chung giữ nguyên các đơn vị sự nghiệp công lập y tế, giáo dục trên địa bàn. Đối với các đơn vị sự nghiệp công lập khác trực thuộc UBND tỉnh và trực thuộc các sở, cơ quan thì thực hiện theo hướng dẫn của cấp có thẩm quyền.
Báo cáo của Ban Chỉ đạo sắp xếp tổ chức đơn vị hành chính các cấp và xây dựng mô hình tổ chức chính quyền địa phương 2 cấp của Chính phủ, sau khi sắp xếp lại đơn vị hành chính, số lượng biên chế cán bộ, công chức, viên chức cấp tỉnh dự kiến còn khoảng 91.784 người, giảm 18.449 người.
Ở cấp xã, biên chế cán bộ, công chức được bố trí khoảng 199.000 người, giảm khoảng 110.000 người. Đồng thời, hơn 120.000 người hoạt động không chuyên trách ở cấp xã trên cả nước sẽ kết thúc nhiệm vụ. Tổng cộng, số biên chế giảm sau khi sáp nhập là hơn 128.000 người.

### Sử dụng công sản sau cải cách
Liên quan đến việc giải quyết tài sản công sau khi sắp xếp các đơn vị hành chính, Tổng Bí thư Tô Lâm cho biết trong cuộc tiếp xúc cử tri, là ưu tiên dùng tài sản này cho mục đích giáo dục, y tế, sinh hoạt công cộng. Tổng Bí thư nêu rõ: "Cái này là có định hướng rồi, tôi nói là ưu tiên 3 lĩnh vực, một là trường học cải tạo lại, đi sửa chữa lại, mở trường, mở lớp. Cái thứ hai là cơ sở khám, chữa bệnh y tế, trạm y tế của phường, người dân phải được hướng dẫn khám sức khỏe, chăm sóc sức khỏe. Thứ ba nữa là những nơi hoạt động công cộng, văn hóa, thể dục thể thao cho nhân dân."

## Đánh giá

### Giới quan sát
Trước việc các di sản của tiền nhiệm dần bị lu mờ trước những cải cách của Tô Lâm, dẫn lời Đài Á Châu Tự Do, tiến sĩ Nguyễn Quang A cho rằng đây là "chuyện bình thường" khi lãnh đạo nào cũng mong muốn để lại dấu ấn riêng cho bản thân mình. Theo giáo sư Carlyle Alan Thayer, ông Trọng đã được ghi nhận cho chiến dịch chống tham nhũng và xây dựng Đảng thì để dánh nền kinh tế rơi vào bẫy thu nhập trung bình thì ông Lâm phải dựa vào di sản của ông Trọng và cải cách hệ thống kinh tế và chính trị của Việt Nam. Việc tiếp cận với người miền Nam và các nhà kỹ trị là một cách để ông làm được điều đó.
Đại sứ Úc tại Hà Nội Andrew Goledzinowski cho rằng, giai đoạn hiện tại của Việt Nam như đợi cải cách kinh tế toàn diện vào những năm 1980 khi đưa Việt Nam trở thành một quốc gia thương mại lớn trong những thập kỷ tiếp theo. Ông cho rằng, "Kỷ nguyên mới của Việt Nam đang bắt đầu vào thời khắc quan trọng". Mặc dù vậy, ông cũng nói thêm, "Tiền như nước. Khi bị chặn lại, nó sẽ chảy đi nơi khác".

### Truyền thông
Đài Á Châu Tự Do cho rằng các nỗ lực cải cách bộ máy hiện tại của Tô Lâm thực chất là dựa trên Nghị quyết số 18–NQ/TW dưới thời Nguyễn Phú Trọng với mục tiêu tinh gọn hệ thống chính trị. Tuy nhiên, trong suốt 13 năm cầm quyền của cố Tổng Bí thư Nguyễn Phú Trọng, việc tinh giản bộ máy chủ yếu chỉ dừng lại ở lời nói và khẩu hiệu. Thậm chí, ông ấy đã góp phần làm phình to bộ máy, đặc biệt là bộ máy của Đảng, thông qua việc thành lập nhiều tiểu, tổ, ban ngành mới. Người đứng đầu ĐCSVN cũng được giới quan sát cho rằng thực tế, không giáo điều và xây dựng lý thuyết như người tiền nhiệm.

## Phản ứng
Vào ngày 20 tháng 12, Chính phủ Việt Nam cam kết không ảnh hưởng đến vấn đề phê duyệt dự án trong bối cảnh các nhà đầu tư quan ngại về việc cải cách hành chính sẽ ảnh hưởng đến sự chậm trễ này trong nhiều tháng tới. Người phát ngôn Bộ Ngoại giao Phạm Thu Hằng cho rằng, "Quá trình tái cấu trúc sẽ không ảnh hưởng đến việc thực hiện các thủ tục, quy trình đầu tư tại Việt Nam". Tuy nhiên, dẫn lời trên Reuters, một số nhà đầu tư và quan chức vẫn cho rằng sẽ bị "tê liệt" trong ngắn hạn. Do chỉ trích về vấn đề cải cách hành chính, một cá nhân ở Hải Phòng đã bị xử phạt hành chính 7,5 triệu đồng do "nhiều lần đăng bài xuyên tạc về quá trình sắp xếp, tinh gọn tổ chức bộ máy của hệ thống chính trị".